# Johannes Tauler
Johannes Tauler (asi 1300, Štrasburk – 1361 tamtéž) byl německý teolog, mystik a kazatel (působil především ve Štrasburku, Basileji a v Kolíně nad Rýnem). Byl členem dominikánského řádu a v jeho rámci platil za příslušníka novoplatónského proudu. Spolu s Mistrem Eckhartem a Jindřichem Susem patří k nejznámějším zástupcům pozdně-středověké německé dominikánské spirituality.
Stejně jako Mistr Eckhart byl Tauler přesvědčen, že Bůh je neustále – ačkoli obvykle skrytě – přítomen v "hlubině" lidské duše, a je tedy možné se tam s ním setkat. K tomu je ovšem nutno dosáhnout nejdřív sebepoznání. Jedině sebepoznání totiž umožní odstranit překážky bránící tomuto vnitřnímu setkání.
Sebepoznávání a obrat k vlastnímu nitru ale nemá znamenat, že vnější svět a všední život mají malou hodnotu. Charakteristickým rysem Taulerova myšlení je naopak vědomí propojenosti světského a kontemplativního života. I nejobyčejnější denní zaměstnání vnímal jako neoddělitelnou část duchovního života.

## Život
Narodil se v zámožné rodině ve Štrasburku, tam vstoupil do řádu dominikánů, během obvyklého nejméně šestiletého studia se možná setkal s Mistrem Eckhartem a patrně pobýval i v Kolíně nad Rýnem, kde bylo vyšší řádové studium. Ve sporu s císařem Ludvíkem Bavorským stálo město Štrasburk na císařově straně a papež na ně uvalil interdikt. Dominikáni, kteří podporovali papeže, odmítali sloužit mše a museli proto roku 1338 město opustit. Tauler pak kázal v Basileji, kde se setkal s laickým hnutím Přátel Božích, kteří žili a pracovali společně, nepatřili však k žádnému řádu. Roku 1342 se mohli vrátit a Tauler tak do konce života kázal ve Štrasburku.

## Kázání
Taulerova mystika je silně ovlivněna kázáním Mistra Eckharta a novoplatónskou mystikou Pseudo-Dionýsia Areopagity, Tauler byl však střízlivější než Eckhart a kladl velký důraz na křesťanskou morálku, na odříkavý život a osobní zbožnost. Jeho kázání, patrně záznamy jeho posluchačů, byla velmi oblíbená, hojně se opisovala a tiskem vyšla poprvé roku 1498. V tomto souboru je však i řada kázání Eckhartových, která se Taulerovi připisovala. Asi 80 kázání se dnes uznává za nepochybně pravá.
Pro svůj střízlivý a asketický obsah se Taulerova kázání těšila velké oblibě i u reformátorů a vycházela až do 17. století v katolické i protestantské oblasti Německa.
| „                       | Znám jednoho velkého Přítele Božího, který byl po všechny své dny sedlákem, víc než čtyřicet let, a je jím dodnes. Jednou se zeptal našeho Pána, zda si přeje, aby toho nechal a zůstal v kostele. Pán mu řekl, že to dělat nemá, ale dobývat si chléb v potu tváře, ke cti drahé krve Kristovy. | “ |
| — J. Tauler, Kázání 42. | |   |